# Fernando de la Mora (tenor)
Fernando de la Mora (Ciudad de México, 7 de junio de 1958) es un tenor mexicano.

## Biografía
Estudió canto en el Conservatorio Nacional, con Rosa Rimoch, Leticia Velázquez de Buen Abad y Emilio Pérez Casas, y ópera en Nueva York.[cita requerida]
En 1986 debutó en plan estelar, en Xalapa, en Madame Butterfly, interpretando el papel de Pinkerton; ese mismo año se presentó en el Teatro del Teatro del Palacio de Bellas Artes como Borsa, en la ópera Rigoletto. En 1988 fue contratado por la Ópera de San Francisco como suplente de Luciano Pavarotti para el papel de Rodolfo, en La Bohème, de Giacomo Puccini.[cita requerida]
La titularidad llegó en papeles principales de Carmen, Romeo y Julieta, Fausto, La Traviata, Los cuentos de Hoffman y Tosca. Ha pisado los foros más importantes del mundo como la Ópera del Metropolitan de Nueva York, el teatro de la Scala de Milán, el Covent Garden de Londres, el Liceo de Barcelona, alternando con figuras emblemáticas del bel canto como Angela Gheorghiu, Tiziana Fabbricini y Sumi Jo y dirigido por batutas de la categoría de Zubin Mehta, Riccardo Muti y Lorin Maazel, entre otros.[cita requerida]
Ha recibido numerosos reconocimientos. Por ejemplo, el Premio Jerusalén en mayo del 2022, "por su incansable labor en pro de Israel y el pueblo judío".

## Repertorio

### Ópera
- Lord Percy - Anna Bolena
- Don José - Carmen
- Fausto - Fausto
- Rodolfo - La Bohème
- Alfredo - La Traviata
- Gerald - Lakmé
- Hoffman - Los cuentos de Hoffman
- Edgardo - Lucia di Lammermoor
- Arturo - Lucia di Lammermoor
- Macduff - Macbeth
- Pinkerton - Madame Butterfly
- Chevalier des Grieux - "Manon"
- Duque de Mantua - Rigoletto
- Roberto Devereux - Roberto Devereux
- Romeo - Romeo y Julieta
- Mario Cavaradossi - Tosca
- Werther - Werther

### Otros tipos de música
Música popular
- "La bikina"" (Discos Orfeón)[3]

## Labor humanitaria
Apoya a la Fundación Comparte Vida, que ayuda a niños con enfermedades como la leucemia.

## Otras labores
También ha asistido a varios eventos uno de ellos en especial es su destacada participación como cantautor por 3 años seguidos en la reconocida representación tanto a nivel nacional como a nivel mundial La Pasión de Cristo en Iztapalapa.